# Acer Nitro
Acer Nitro — это серия игровых ноутбуков и настольных компьютеров, выпускаемых компанией Acer. Линейка Nitro ориентирована на геймеров, которым требуется производительное железо по сравнительно доступной цене. В отличие от флагманской серии Predator, устройства Nitro предлагают более сбалансированное сочетание производительности, охлаждения и стоимости. 

## Линейка продуктов
Серия Acer Nitro включает несколько моделей, различающихся по характеристикам и возможностям:

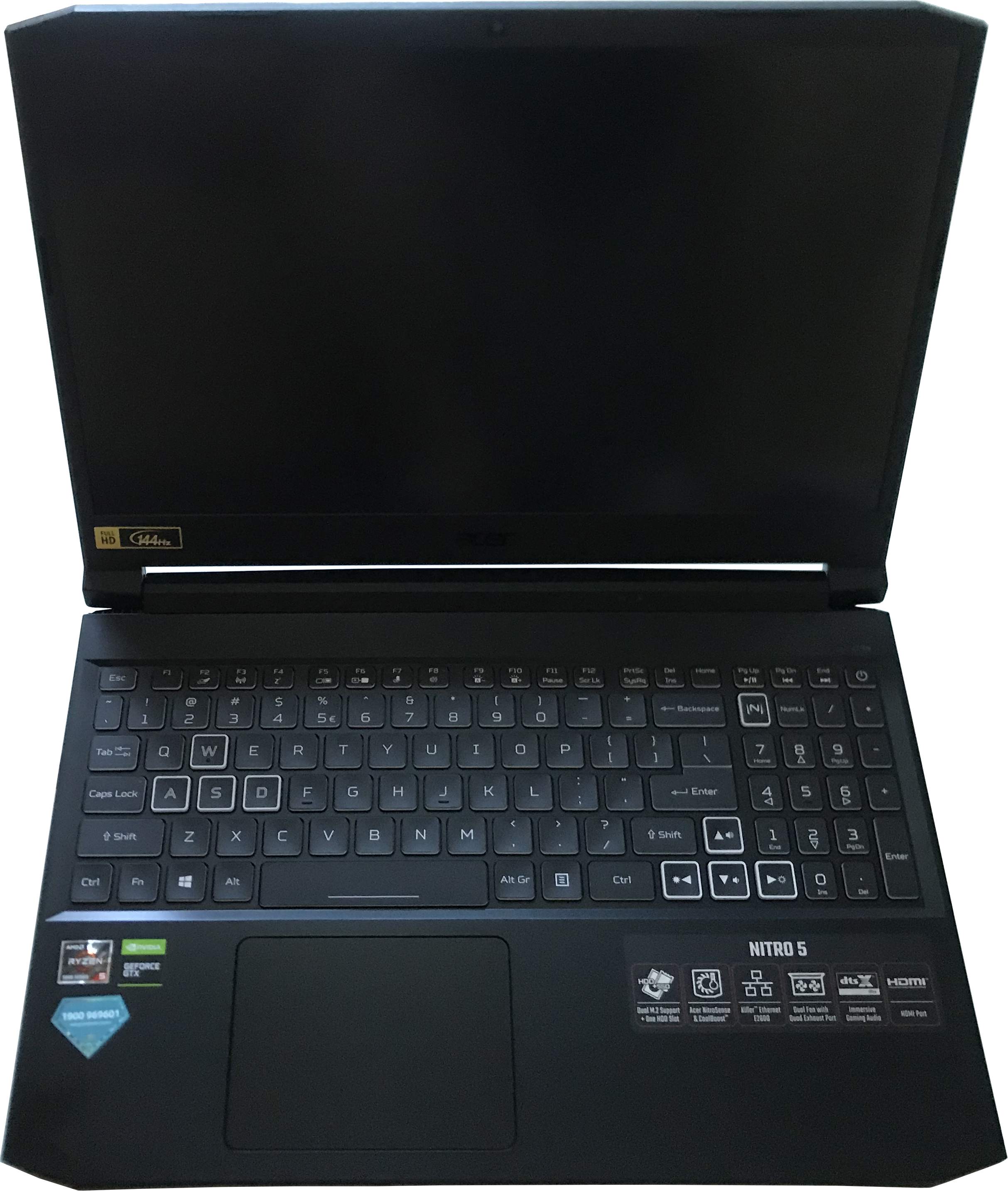
Acer Nitro 5

- Nitro 5 — самая популярная модель в линейке, предлагающая игровые процессоры Intel Core или AMD Ryzen, дискретные видеокарты NVIDIA GeForce RTX или AMD Radeon, а также IPS-дисплеи с высокой частотой обновления. [2]
- Nitro 7 — более премиальная версия, с улучшенным дизайном, более тонким металлическим корпусом и продвинутыми решениями в области охлаждения.[3]
- Nitro 50 — серия игровых настольных ПК, оснащенных мощными процессорами и видеокартами, предназначенными для высокопроизводительных игр и работы с графикой. [4]

## Технические характеристики
Хотя характеристики могут отличаться в зависимости от модели и поколения устройств, ключевые особенности серии Acer Nitro включают:
- Дисплей: IPS-панели с разрешением Full HD (1920x1080) или 4K UHD, частота обновления от 60 Гц до 165 Гц.
- Процессоры: Intel Core (серии i5, i7, i9) и AMD Ryzen (серии 5000, 6000, 7000).
- Графика: NVIDIA GeForce GTX/RTX или AMD Radeon. [5]
- Оперативная память: до 32 ГБ DDR4/DDR5.
- Накопители: SSD NVMe до 2 ТБ, иногда с возможностью установки дополнительного HDD.
- Система охлаждения: технология Acer CoolBoost, несколько вентиляторов и тепловых трубок для эффективного охлаждения.
- Операционная система: Windows 10/11 Home или Professional. [6]

## Позиционирование на рынке
Серия Acer Nitro нацелена на пользователей, которым требуется мощное игровое устройство по доступной цене. В отличие от премиальных игровых линеек, таких как Predator, Nitro предлагает компромисс между производительностью и стоимостью, что делает его популярным выбором среди студентов и начинающих геймеров.

## Отзывы и критика
Линейка Nitro получила положительные отзывы за хорошее соотношение цены и производительности. Пользователи отмечают:
- Высокую частоту обновления экрана и качество изображения.
- Достаточную производительность для современных игр.
- Эффективную систему охлаждения.

Среди недостатков выделяют:
- Использование пластикового корпуса на большинстве моделей, что делает их менее премиальными по сравнению с конкурентами.
- Относительно высокий уровень шума при нагрузке.
- Посредственное качество встроенных динамиков и веб-камеры. [7]